# Pogonatum contortum
Pogonatum contortum är en bladmossart som beskrevs av Lesquereux 1868. Pogonatum contortum ingår i släktet grävlingmossor, och familjen Polytrichaceae. Inga underarter finns listade i Catalogue of Life.